# Pizarrete
Pizarrete è un comune della Repubblica Dominicana, situato nella provincia di Peravia.